# Ведьмин ясень
Ведьмин ясень — ясень обыкновенный в парке Плательского поместья, на территории Жямайтийского национального парка Литвы. Является охраняемым государством объектом ботанического природного наследия (статус памятника природы присвоен в 1960 году). Обхват ствола дерева составляет 730 см, высота — 32 м, ему более 200 лет.

## История
История дерева овеяна легендами, а его название связывается с рассказами о ведьмах, которые сбивали людей с пути. Один из самых известных повествует о женщине, которая возвращалась домой через лес и по злому умыслу ведьмы заблудилась. Она долго бродила в поисках дороги, наконец устала, присела отдохнуть возле ясеня и уснула. Тогда ведьма выхватила из рук женщины каравай, но именно в этот момент закукарекал петух и бесовке пришлось ретироваться. Разозлившись, она метнула хлеб в ясень, тот застрял в дереве и превратился в шишку.
Формирование парка Плательского поместья началось в XIX в. на территории площадью 6,2 га. Парк смешанный, в нём преобладают элементы пейзажного парка: аллеи, извилистые дорожки, лужайки неправильной формы. На территории парка находятся два небольших пруда, фундамент сгоревшей усадьбы. Деревья в основном местных пород: ясени, клёны, липы, грабы, рябины. Большинство из них крупных размеров. Помимо Ведьминого ясеня, в парке растёт так же хорошо известная Плательская липа.
Летом 2008 г. во время бури сломался самый толстый центральный ствол Ведьминого ясеня. Помощь дереву оказал знаменитый чешский арборист Мартин Немец.